# Lamprophis fuscus
Lamprophis fuscus – gatunek węża z rodziny Lamprophiidae.
Osobniki tego gatunku osiągają rozmiary od 40 do 60 centymetrów. Ciało w kolorze oliwkowozielonym. Większość życia spędza pod ziemią w starych termitierach.
Węże te występują endemicznie w Afryce Południowej – w RPA i Eswatini, według niektórych autorów także w Lesotho i południowym Mozambiku.